# Timmy Simons
 (mai 2022).
Si vous disposez d'ouvrages ou d'articles de référence ou si vous connaissez des sites web de qualité traitant du thème abordé ici, merci de compléter l'article en donnant les références utiles à sa vérifiabilité et en les liant à la section « Notes et références ».
Pour les articles homonymes, voir Simons.
Timmy Simons, né le 11 décembre 1976 à Diest en Belgique, est un footballeur international et entraîneur belge.

## Biographie
Il fait ses débuts en division 1 au KFC Lommel SK. En 2000, il rejoint un des trois plus grands clubs du pays, le FC Bruges, et s'impose vite comme un des joueurs clés du club. 
En 2002, il remporte le soulier d'or qui récompense le meilleur joueur du championnat belge. 
En 2003, il remporte le footballeur pro de l'année. 
En 2005, il quitte la Belgique pour les Pays-Bas et le PSV Eindhoven.
Le 25 février 2018, Timmy Simons devient le joueur de champ le plus âgé de l'histoire du championnat belge. Il remplace Jordy Clasie à la 90e minute du match Standard de Liège - FC Bruges et bat le précédent record de Charles Cambier en montant sur le terrain à 41 ans, 2 mois et 14 jours.
Timmy Simons est également international belge. Il participe à ce titre à la Coupe du monde 2002.
En 2025, il est le dixième joueur le plus capé de l'histoire de la Belgique avec 94 capes. Il a décroché cette 94e cape à l'âge de 39 ans 11 mois et 2 jours contre l'Estonie (8-1), rappelé le matin de ce match comptant pour les qualifications de la Coupe du monde 2018 et alors qu'il avait fait ses adieux au public deux ans plus tôt, ce qui en fait le plus vieux joueur à porter le maillot belge.
Il a disputé plus de 1000 matchs dans sa carrière[réf. nécessaire].

### Carrière d'entraîneur

#### Club Bruges KV
En juin 2018, après sa retraite de joueur, Timmy Simons intègre le staff technique du Club Bruges KV en devenant l'adjoint d'Ivan Leko.
Il ne restera adjoint qu'une saison car, lors de l'arrivée de Philippe Clement comme nouvel entraîneur principal pour la saison 2019-2020, Simons est écarté, faute de place dans le staff du nouveau T1.
Après plusieurs semaines de négociations, Timmy Simons accepte de rester dans la Venise du nord en devenant entraîneur des U16 brugeois. 

#### SV Zulte Waregem
Le 17 avril 2020, Timmy Simons devient le nouvel adjoint de Francky Dury à Zulte-Waregem. 
Le 17 décembre 2021, à la suite de l'éviction de Francky Dury, Timmy Simons devient l'entraîneur principal de Zulte Waregem et Davy De Fauw devient son adjoint.  
Sa première mission sera de redresser le club flandrien, celui-ci étant 17e et barragiste au moment de la nomination de l'ancien diable rouge au poste de T1.
A la fin de la phase classique, il parvient à maintenir Zulte en D1A (16e).
Malgré le maintien des flandriens, la direction du club décide de ne pas conserver l'ancien brugeois et Timmy Simons quitte ses fonctions où il sera remplacé par Mbaye Leye.

#### FCV Dender EH
Le 13 février 2023, Timmy Simons devient le nouvel entraîneur principal du club de Dender en 2e division.
Il remplace Regi Van Acker, limogé pour résultats insuffisants et signe un contrat jusqu'à la fin de la saison, terminant deuxième au classement et accédant ainsi à la Jupiler Pro League.

#### KVC Westerlo
Fin mai 2024, Simons s'engage avec le KVC Westerlo pour deux ans où il prend la succession de Bart Goor, qui a dirigé les Campinois durant les Europe Playoffs à la suite du licenciement de Rik De Mil.

## Style de jeu et caractéristiques
Timmy Simons est un milieu de terrain de formation, et a évolué à quelques occasions au poste de défenseur central. Il a été capitaine dans tous les clubs où il a évolué, et est réputé pour son travail de soutien défensif et ses coups de pied de réparation.

## Palmarès
Avec le Club Bruges KV, Timmy Simons remporte le championnat de Belgique en 2003, 2005, 2016 et 2018. Il gagne également la Coupe de Belgique en 2002 , 2004 et 2015 ainsi que la Supercoupe de Belgique en 2002, 2003, 2004 et 2016.
Sous les couleurs du PSV Eindhoven, il est champion des Pays-Bas en 2006, 2007 et 2008 et remporte la Johan Cruijff Schaal en 2008.
Il reçoit le  Soulier d'or belge en 2002, le prix du Footballeur Pro de l'année en 2003 et le Prix du Fair-Play la même année.

## Buts en sélection
- Équipe nationale belge : 94 sélections / 6 buts

| But | Date             | Stade, ville, pays                         | Adversaire  | Résultat | Match, compétition                      |
| --- | ---------------- | ------------------------------------------ | ----------- | -------- | --------------------------------------- |
| 1er | 30 mars 2005     | Stadio Olimpico, Serravalle, Saint-Marin   | Saint-Marin | 1-2      | Éliminatoires de la Coupe du monde 2006 |
| 2e  | 7 septembre 2005 | Stade olympique d'Anvers, Anvers, Belgique | Saint-Marin | 8-0      | Éliminatoires de la Coupe du monde 2006 |
| 3e  | 11 octobre 2006  | Stade Roi-Baudouin, Bruxelles, Belgique    | Azerbaïdjan | 3-0      | Éliminatoires de l'Euro 2008            |
| 4e  | 29 mars 2011     | Stade Roi-Baudouin, Bruxelles, Belgique    | Azerbaïdjan | 4-1      | Éliminatoires de l'Euro 2012            |
| 5e  | 2 septembre 2011 | Stade Tofiq-Béhramov, Bakou, Azerbaïdjan   | Azerbaïdjan | 1-1      | Éliminatoires de l'Euro 2012            |
| 6e  | 7 octobre 2011   | Stade Roi-Baudouin, Bruxelles, Belgique    | Kazakhstan  | 4-1      | Éliminatoires de l'Euro 2012            |